# Albert Schott (Volkskundler)

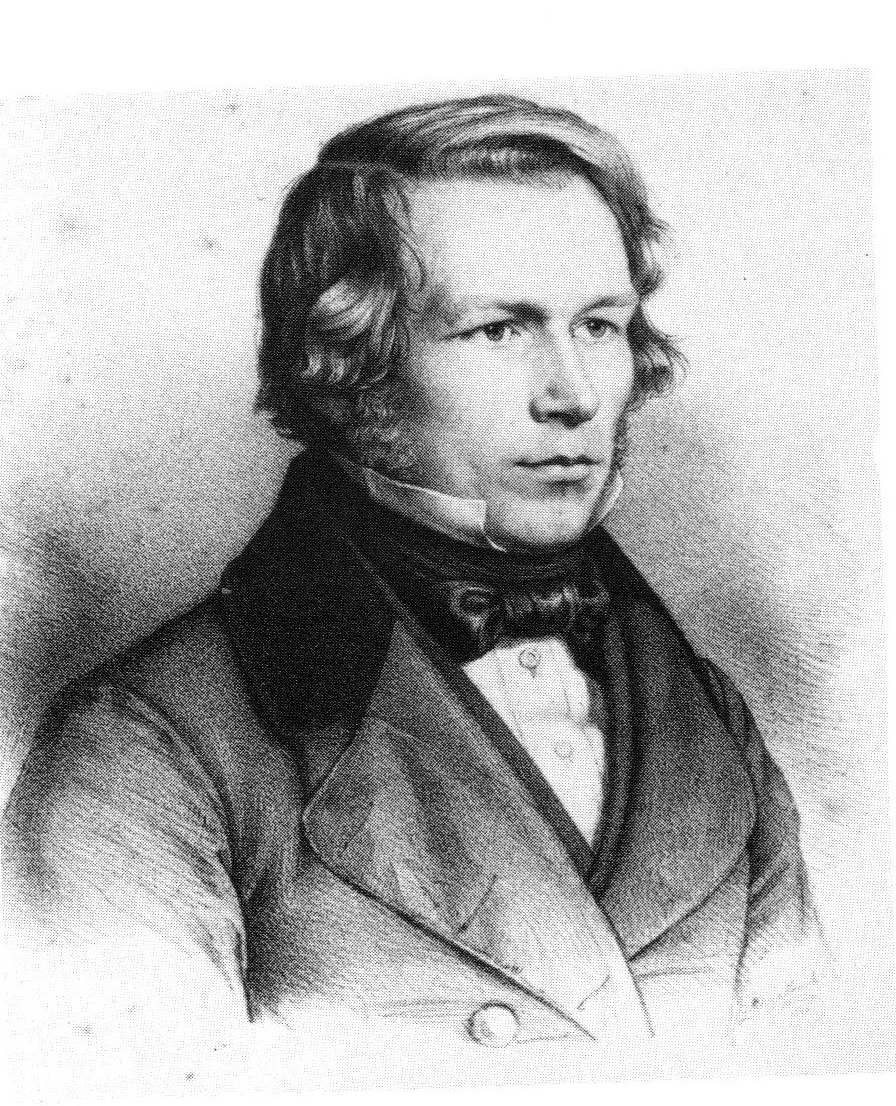
Albert Schott
(Lithographie von Georg Engelbach, 1844)

Albert Lucian Constans Schott (* 27. Mai 1809 in Stuttgart; † 21. November 1847 ebenda) war Gymnasialprofessor in Zürich und Stuttgart, Sprach- und Geschichtsforscher sowie Sammler von Volkserzählungen.

## Leben
Schott war ein Sohn des gleichnamigen Juristen und liberalen Politikers Albert Schott (1782–1861). Er studierte an der Universität Tübingen, wo er 1826 Mitglied der Burschenschaft „Germania Tübingen“ und 1828 der Burschenschaft „Feuerreiter Tübingen“ wurde. In den 1830er- und frühen 1840er-Jahren wirkte Schott als „Oberlehrer der deutschen Sprache“ an der Kantonsschule (Gymnasium) in Zürich, anschließend bis zu seinem Tode am Gymnasium von Stuttgart.
Sein Bruder war Arthur Carl Victor Schott, der von 1836 bis 1841 als Verwalter eines deutschen Großgrundbesitzers im Banat lebte. Beide Brüder entwickelten dort ein starkes Interesse an der Sprache und Kultur der Walachen. Schott setzte sich für die Verbreitung des Rumänischen in lateinischen Buchstaben ein und sprach sich gehen die Verwendung des kyrillischen Alphabets aus.

## Wirken
Schott hinterließ eine umfangreiche, größtenteils ungedruckt gebliebene Sammlung schwäbischer Sagen, die im Wesentlichen auf den Aufzeichnungen seiner Stuttgarter Schüler beruht und heute im Landesarchiv Württemberg liegt. Eine Auswahl dieser Sagen wurde 1995 von Klaus Graf publiziert. Die von Schott gesammelten schweizerischen Volkserzählungen wurden 1984 von Emily Gerstner-Hirzel veröffentlicht.
Im Weiteren war er ein Pionier der Erforschung der Südwalser, im Mittelalter aus dem schweizerischen Wallis in die piemontesischen Alpentäler ausgewanderter Bergbauern, die ihre archaischen höchstalemannischen Dialekte zum Teil bis ins 21. Jahrhundert bewahrt haben. Sein 1842 herausgekommenes Werk Die deutschen Colonien in Piemont ist die erste Untersuchung von Volk und Sprache dieser Volks- und Sprachgruppe, die den Anspruch auf Wissenschaftlichkeit erheben kann.

## Werke
- Schwäbische Volkssagen. 2 Bände. Württembergische Landesbibliothek Stuttgart, Cod.poet.et.phil.qt.134,a–b (Digitalisat). – Teilweise postum publiziert in: Klaus Graf: Sagen rund um Stuttgart. Braun, Karlsruhe 1995, ISBN 3-7650-8145-0 (Digitalisat).
- Beschreibung des Oberamtes Maulbronn. Burkhardt, Vaihingen 1841 (Digitalisat).
- Die Deutschen am Monte-Rosa mit ihren Stammgenossen im Wallis und Üechtland. In: Programm der Zürcherischen Kantonsschule zur Eröffnung des neuen mit dem 29. April 1840 beginnenden Schuljahres. Ulrich, Zürich 1840 (Digitalisat).
- Die deutschen Colonien in Piemont. Ihr Land, ihre Mundart und Herkunft. Ein Beitrag zur Geschichte der Alpen. Cotta’scher Verlag, Stuttgart/Tübingen 1842 (Digitalisat).
- Ueber den Ursprung der deutschen Ortsnamen zunächst um Stuttgart. Stuttgart 1843 (Programm des Gymnasiums zu Stuttgart).
- Nationalität und Sprache. In: Deutsche Vierteljahrs-Schrift 1842, S. 1–78 (Digitalisat).
- Geschichte des Nibelungen-Liedes. In: Deutsche Vierteljahrs-Schrift 1843, S. 174–242 (Digitalisat in der Google-Buchsuche).
- (mit Arthur Schott:) Walachische Märchen. Stuttgart/Tübingen 1845. Neu hrsg. unter dem Titel Rumänische Volkserzählungen aus dem Banat von Rolf Wilhelm Brednich u. a., Bukarest 1973.
- (mit Ludwig Amandus Bauer:) Panorama der deutschen Klassiker. Gallerie der interessantesten Scenen aus den Meisterwerken deutscher Poesie und Prosa, nach Zeichnungen deutscher Künstler in Stahl ausgeführt durch Carl Mayer’s Kunst-anstalt in Nürnberg … Auswahl des schönsten und anziehendsten aus den Meisterwerken deutscher Poesie und Prosa, von Lessing bis auf die neueste Zeit. K. Göpel, Stuttgart, [Bd. 1, um 1845].[5]
- Welfen und Gibelinge. Ein Beitrag zur Geschichte des deutschen Reiches und der deutschen Heldensage. In: Allgemeine Zeitschrift für Geschichte (= Zeitschrift für Geschichtswissenschaft 5). Veit, Berlin 1846, S. 317–369 (Digitalisat).
- (postum hrsg. von Emily Gerstner-Hirzel:) Schweizer Volkserzählungen aus dem Nachlass von Albert Schott. Schweizerische Gesellschaft für Volkskunde, Basel 1984, ISBN 3-85775-757-4.